# Powiat krośnieński (województwo podkarpackie)
Powiat krośnieński – powiat w Polsce (województwo podkarpackie), utworzony w 1999 roku w ramach reformy administracyjnej. Jego siedzibą jest miasto Krosno. Powiat obejmuje obszar wokół Krosna, natomiast samo Krosno jest oddzielnym miastem na prawach powiatu i nie wchodzi w jego skład. Najludniejsze miasto powiatu to Jedlicze.
Według danych z 31 grudnia 2019 roku powiat zamieszkiwały 112 283 osoby. Natomiast według danych z 31 grudnia 2023 roku powiat zamieszkiwało 108 922 osób.

## Podział administracyjny
W skład powiatu wchodzą:

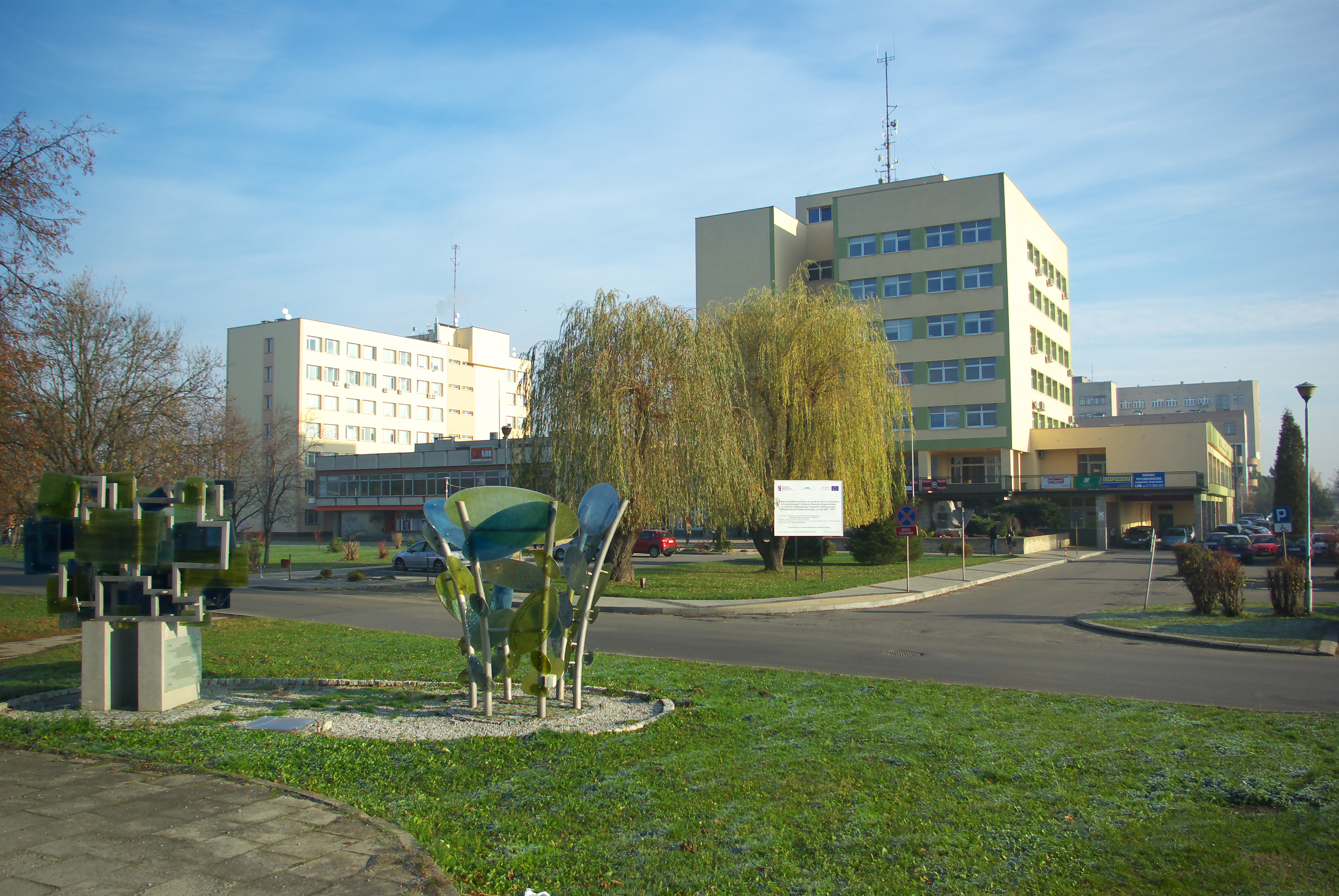
Siedziba starostwa powiatowego w Krośnie

- gminy miejsko-wiejskie: Dukla, Iwonicz-Zdrój, Jedlicze, Rymanów
- gminy wiejskie: Chorkówka, Jaśliska, Korczyna, Krościenko Wyżne, Miejsce Piastowe, Wojaszówka
- miasta: Dukla, Iwonicz-Zdrój, Jedlicze, Rymanów

## Położenie geograficzne
Powiat położony jest w obrębie trzech jednostek fizjograficznych: Pogórza Karpackiego, Kotliny Jasielsko-Krośnieńskiej oraz Beskidu Niskiego.
Na północy przeważają łagodne faliste wzniesienia Pogórza, z których największe Sucha Góra (591 m n.p.m.) góruje ponad 300 metrów nad dnem Kotliny Jasielsko–Krośnieńskiej. Od strony południowej rozciągają się pasma Beskidu Niskiego osiągające wysokość ponad 857 m n.p.m. (Góra Kamień). Góry te są łatwo dostępne, lecz omijają je główne szlaki komunikacyjne. Urozmaicona rzeźba terenu powoduje zróżnicowanie klimatyczne z zachowaniem cech klimatu górskiego. Omawiane obszary znajdują się na terenie transformacji mas powietrza o różnych właściwościach fizycznych, z których największe znaczenie mają masy powietrza polarno–morskiego i polarno–kontynentalnego. Obszary pogórzy karpackich leżą w piętrze klimatu umiarkowanie ciepłego, nieco chłodniejszymi obszarami są obniżenia i kotliny śródgórskie. W Beskidzie Niskim występują w zasadzie trzy piętra klimatyczne: piętro chłodne (od +2 °C do +4 °C), umiarkowanie chłodne (od +4 °C do +6 °C) i umiarkowanie ciepłe (od +6 °C do +8 °C), najniższe średnie temperatury występują w styczniu lub lutym, najwyższe w lipcu.

## Rys historyczny
Powiat krośnieński jest rejonem bardzo wiekowym pod względem historycznym. Plemiona myśliwskie penetrowały te ziemie już kilkanaście wieków przed narodzeniem Chrystusa, świadczą o tym znaleziska narzędzi kamiennych. Historia osadnictwa wiąże się tu już z okresem późnego paleolitu, natomiast wyraźniejsze ślady kultury pochodzą z neolitu. Decydujący wpływ na rozwój osadnictwa i kultury odegrały dwie fale kolonizacyjne: z północy postępowała kolonizacja przez Małopolan, z południa kolonizacja wołoska.
Jedne z pierwszych osad słowiańskich powstały w okolicy Jedlicza. Szczególny rozwój osadnictwa przypadł na okres panowania Kazimierza Wielkiego. W 1366 roku prawa miejskie uzyskały Dukla i Jaśliska. Przez nie wiodły szlaki komunikacyjne i handlowe (tzw. szlak bursztynowy w okresie Cesarstwa Rzymskiego, a w późniejszych czasach szlak winny). Na przestrzeni wieków tereny te doznały wielu klęsk wojennych przez najazdy tatarskie, szwedzkie, węgierskie, które pozostawiały spustoszenie, głód i epidemie.
O bogatej wielokulturowej przeszłości regionu świadczą liczne zabytki architektury sakralnej (świątynie katolickie, cerkwie, synagogi), architektury świeckiej (zamki, grodziska obronne, pałace, zespoły pałacowo–parkowe itp.). Do ważniejszych obiektów należy zaliczyć m.in. zabytkowe układy staromiejskie Dukli, Rymanowa, zespół pałacowo–parkowy w Dukli. Elementem pejzażu kulturowego Beskidu Niskiego są cerkwie i kapliczki połemkowskie.
Ogromne znaczenie historyczne należy przypisać rozwojowi przemysłu naftowego. Pierwsza na świecie kopalnia ropy naftowej została założona przez Ignacego Łukasiewicza w 1854 roku w miejscowości Bóbrka. Należy także pamiętać o Przełęczy Dukielskiej forsowanej przez wiele obcych armii. Była ona punktem strategicznym i miejscem działań wojennych w okresie dwóch ostatnich wojen światowych. Walorem historyczno-krajobrazowym są liczne pamiątki związane z okresem I wojny światowej (cmentarze wojenne o oryginalnych założeniach architektoniczno–urbanistycznych) i bitwami II wojny światowej (bitwa o Przełęcz Dukielską).

## Demografia

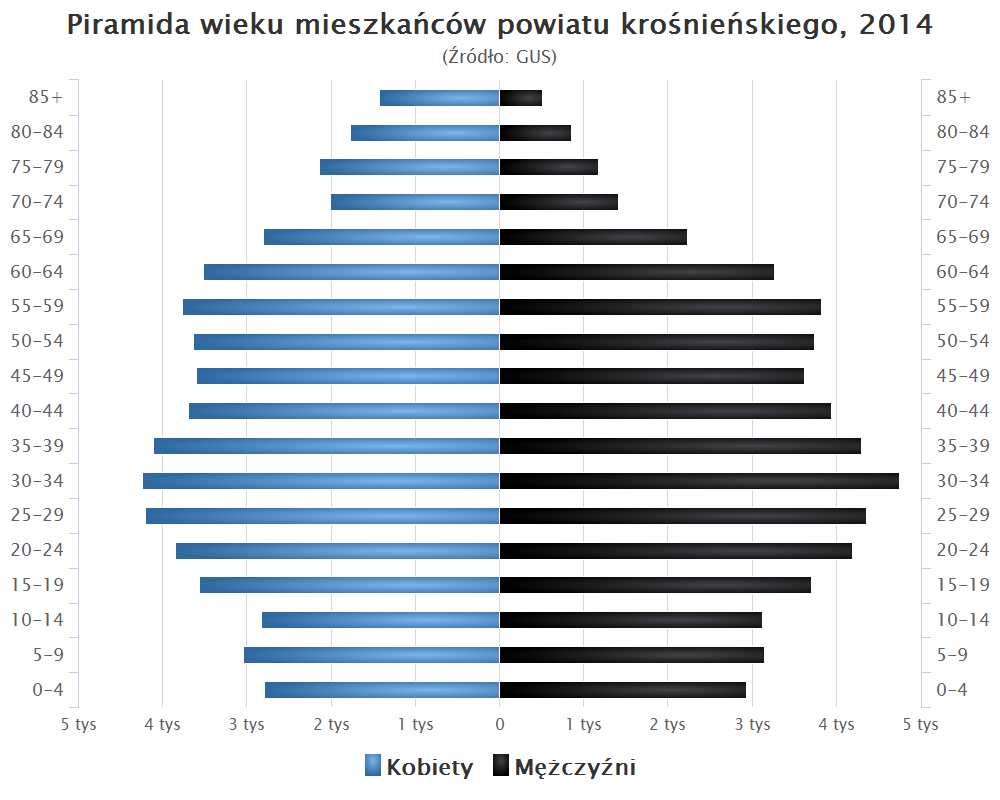
Piramida wieku mieszkańców powiatu krośnieńskiego w 2014 roku

Liczba ludności (dane z 30 czerwca 2005):
|        | Ogółem  | Ogółem | Kobiety | Kobiety | Mężczyźni | Mężczyźni |
| osób   | %       | osób   | %       | osób    | %         |           |
| ------ | ------- | ------ | ------- | ------- | --------- | --------- |
| Ogółem | 109 397 | 100    | 55 869  | 51,07   | 53 528    | 48,93     |
| Miasto | 13 246  | 12,11  | 6923    | 6,33    | 6323      | 5,78      |
| Wieś   | 96 151  | 87,89  | 48 946  | 44,74   | 47 205    | 43,15     |

▶Wieś vs ▶miasto
Ogółem (▶k, ▶m)
Miasto (▶k, ▶m)
Wieś (▶k, ▶m)

## Starostowie krośnieńscy
- Jan Juszczak (1999–2002) (AWS)
- Zbigniew Braja (2002–2006) (SLD)
- Jan Juszczak (2006–2018) (PiS)
- Jan Pelczar (od 2018) (PiS)

## Sąsiednie powiaty
- Krosno (miasto na prawach powiatu)
- powiat jasielski
- powiat strzyżowski
- powiat brzozowski
- powiat sanocki